# Magdalena Schmidt
Magdalena Schmidt (Lauchhammer, 30 giugno 1949) è un'ex ginnasta tedesca.

## Palmarès

### Olimpiadi
- 1 medaglia:
  - 1 bronzo (Città del Messico 1968 a squadre)